# Bruce Seldon
Bruce Samuel Seldon  (* 30. Januar 1967 in Atlantic City, New Jersey) ist ein US-amerikanischer Boxer.

## Laufbahn
Seldons Amateurbilanz wird mit 20 Siegen bei vier Niederlagen angegeben. 1988 begann er seine Profikarriere. Er besaß eine gute Grundschnelligkeit und war stark, hatte jedoch wenig Nehmerfähigkeiten und ließ oft Mut und Kampfgeist vermissen. Im Januar 1991 musste er gegen José Ribalta erstmals in seiner Karriere zu Boden, gewann dann aber durch Technischen K. o. in Runde drei. Im April 1991 ging er jedoch gegen Oliver McCall in der neunten Runde k. o. und musste damit seine erste Niederlage hinnehmen. McCall wurde zwar später überraschend Titelträger der WBC, war aber damals mit einer Bilanz von 15 Siegen bei vier Niederlagen und einer Niederlage bereits im zweiten Profikampf ein vollkommen unbeschriebenes Blatt.
Bereits im nächsten Kampf im August dieses Jahres musste Seldon die nächste Niederlage einstecken, und zwar gegen den ungeschlagenen Silbermedaillengewinner der Olympischen Spiele von Seoul, Riddick Bowe durch Erstrunden-K.-o.
Nach einem K.-o.-Sieg gegen Jesse Ferguson boxte er zunächst eine Reihe verhältnismäßig unbekannter Gegner. Im Oktober 1992 wurde er von seinem Promoter Don King gegen den früheren WBA-Titelträger Tony Tubbs gestellt, der zu dieser Zeit Drogenprobleme hatte und gerade gegen einen Gegner mit einer Bilanz von 12-10 in der ersten Runde k. o. gegangen war. Aber auch hier scheiterte es an den bekannten Problemen; Tubbs, beileibe kein großer Puncher (alle wichtigen Siege nach Punkten) schlug Seldon zu Boden, nahm ihm jeglichen Kampfgeist und gewann hoch nach Punkten.
Immerhin konnte Seldon 1993 den ehemaligen WBA-Titelträger Greg Page (damals schon 11 Niederlagen) vorzeitig besiegen.
1995 wurde der WBA-Weltmeistertitel vakant, da sich der amtierende Weltmeister George Foreman weigerte, seinen Titel gegen den Pflichtherausforderer Tony Tucker zu verteidigen und stattdessen gegen Axel Schulz antrat. Am 8. April 1995 kämpften dann Tucker und Seldon, der in der WBA-Rangliste zu diesem Zeitpunkt den zweiten Platz einnahm, in Las Vegas um den vakanten WBA-Titel. Seldon bestritt einen seiner stärksten Kämpfe und gewann überraschend durch Abbruch nach der siebten Runde wegen einer starken Schwellung an Tuckers Auge, die nach Ansicht des Ringarztes seine Sicht zu stark behinderte. Tucker hatte bis zu diesem Zeitpunkt noch nie vorzeitig verloren und war u. a. mit Tyson und Lennox Lewis über die Runden gegangen.
Er absolvierte eine erfolgreiche Titelverteidigung gegen Joe Hipp, bevor er am 7. September 1996 gegen Mike Tyson antrat. Tyson gewann durch K. o. in Runde eins. Nach diesem enttäuschenden Kampf, in dem erneut die alten Probleme entscheidend waren (in der Zeitlupenwiederholung waren vor dem zweiten Niederschlag gar keine Volltreffer zu erkennen), erklärte Seldon seinen Rücktritt.
Im März 2004 wollte er es noch einmal wissen und meldete sich gegen Otis Tisdale, den er durch K. o. in Runde drei besiegte, zurück. Nach einem weiteren Sieg gegen Lenzie Morgan wollte er auch einen Rückkampf gegen Mike Tyson, der im Juli 2004 ein Comebackversuch startete. Da Seldon jedoch gegen Gerald Nobles in der neunten Runde k. o. ging und auch Tysons Comebackversuch scheiterte, kam es nicht zu dieser Begegnung. Im Oktober 2005 versuchte er ein erneutes Comeback, als er gegen Tye Fields antrat. Jedoch ging er auch hier in der zweiten Runde k. o.
Im Februar 2007 kehrte er abermals in den Ring zurück und besiegte Marcus Rhode durch K. o. in Runde 1. Nach zwei weiteren Siegen gegen unbekannte Aufbaugegner verlor er im September 2008 gegen den ungeschlagenen Kevin Johnson durch K. o. in Runde 5. Nach zwei weiteren Siegen folgte im Juli 2009 eine K.-o.-Niederlage in Runde 9 gegen Fres Oquendo.